# Ignác Wertheimer
Ignác Wertheimer (14. září 1842 v Podolí u Svijan – 21. prosince 1899 v Pardubicích), (jinak také Ignaz, Ignac, Ignatius nebo Hynek) byl podnikatel židovského původu a zakladatel první pardubické rafinérie lihu.

## Původ
Ignác byl synem Marka Wertheimera původem z Dolních Kralovic u Ledče nad Sázavou. Matka se jmenovala Johana Schönfeldová. Ignác měl osm sourozenců: Jakoba, Aloise, Theresiu, Marianu, Wilhelma, Annu, Heinricha a Franze.

## Životní osudy
Ignác se usadil po polovině 19. století v Pardubicích, kde se po zavedení železniční trati nabízely nové podnikatelské příležitosti. Vzal si Bertu Schnabelovou, se kterou měl deset dětí: Emilii, Annu, Huga, Hanu Johanu, Stefanii, Maxe, Petra, Olgu, Jana a Martu. Rodina patřila mezi pardubickou honoraci a v Pardubicích také Ignác ve věku 57 let zemřel - jako příčinu smrti udávají matriky aterosklerózu. Byl pohřben na místním židovském hřbitově, kde dosud stojí jeho náhrobek.

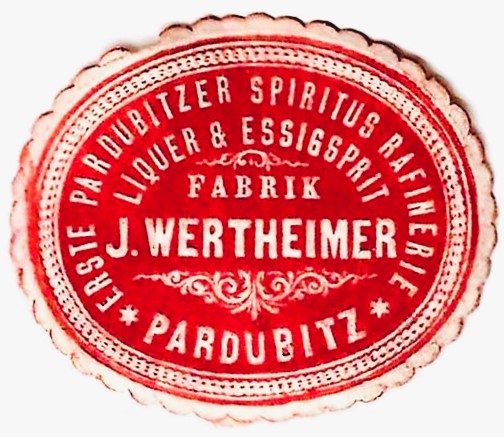
Jedná se o nálepku pardubické firmy Ignáce Wertheimera

## Politické angažování v Pardubicích
Od sedmdesátých let 19. století až do své smrti byl několikrát členem obecního zastupitelstva a finanční komise.

## Firma
Ignác roku 1867 založil v Pardubicích továrnu na čištění lihu, která se později přetvořila v rafinerii na líh. V roce 1875 postihl továrnu velký požár. Celý objekt se však podařilo obnovit a modernizovat. Roku 1882 se výroba rozšířila o přidruženou výrobu kvasného lihového octa. Díky tomu nesla firma název První pardubická rafinérie lihu, továrna na likéry a octovou tresť Ignác Wertheimer. Počátkem osmdesátých let 19. století firma produkovala 60 000 hl čistého lihu, 12 000 hl octové tresti a 15 q octanu olovnatého, ten byl až do 1. světové války dodáván do papíren v monarchii. Po jeho smrti v roce 1899 převzali vedení firmy jeho žena Berta a synové Max a Hugo. V následujících letech zůstalo řízení firmy v rukou syna Maxe Wertheimera, jenž firmu rozšířil o moderní průmyslový lihovar.